# قناص: تراث
قناص: تراث (بالإنجليزية: Sniper: Legacy)‏ هو فيلم حركة تم إنتاجه في الولايات المتحدة وصدر سنة 2014 بطولة تشاد مايكل كولينز وتوم بيرنجر هو الجزء الخامس من سلسلة أفلام قناص.

## القصة
قاتل متمرس يختطف مجموعة من القادة العسكريين، و(براندون) يتلقى كلمة بأن والده أحد هؤلاء القادة المُختطفين، ومن ثَم يحاول تعقب القاتل، ليكتشف أن والده ما زال على قيد الحياة فعلًا، ويدرك أن رؤسائه استخدموه كطُعم للإيقاع بالقاتل.

## وصلات خارجية
- قناص: تراث على موقع IMDb (الإنجليزية)
- قناص: تراث على موقع روتن توميتوز (الإنجليزية)
- قناص: تراث على موقع نتفليكس (الإنجليزية)
- قناص: تراث على موقع قاعدة بيانات الأفلام العربية
- قناص: تراث على موقع ألو سيني (الفرنسية)
- قناص: تراث على موقع Turner Classic Movies (الإنجليزية)
- قناص: تراث على موقع أول موفي (الإنجليزية)
- قناص: تراث على موقع فيلمافينيتي (الإسبانية)
- قناص: تراث على موقع قاعدة بيانات الفيلم (الإنجليزية)
- قناص: تراث على موقع ليتربوكسد (الإنجليزية)